# Pseudomops tristiculus
Pseudomops tristiculus es una especie de cucaracha del género Pseudomops, familia Ectobiidae. Fue descrita científicamente por Stål en 1860.
Habita en Brasil.